# Goldene Parade der Pharaonen

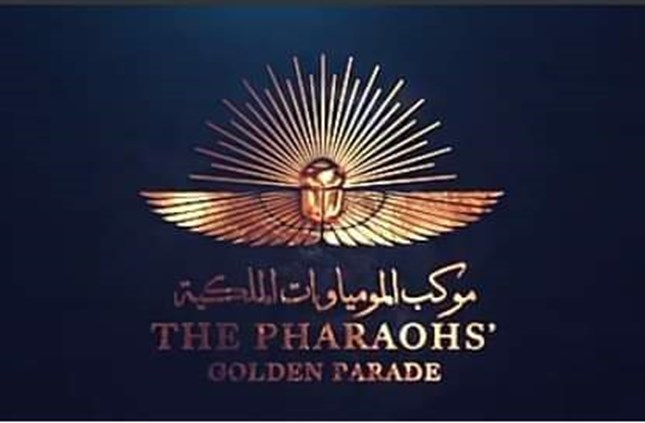
Logo: Goldene Parade der Pharaonen (Egypt Ministry of Tourism and Antiquities)

Die Goldene Parade der Pharaonen (The Pharaohs’ Golden Parade; arabisch موكب المومياوات الملكية, DMG Maukib al-Mūmiyāwāt al-Malakiyya ‚Parade der königlichen Mumien‘, koptisch: Ϯϫⲓⲛⲟⲩⲱⲛϩ ⲛ̀ⲛⲓⲫⲁⲣⲁⲱ ⲛ̀ⲛⲟⲩⲃ, Tiḏinouōnh nnipharaō nnoub) war eine vom Egypt Ministry of Tourism and Antiquities inszenierte zeremonielle Überführung der sterblichen Überreste von zweiundzwanzig Pharaonen. Am 3. April 2021 wurden die Mumien von Königen und Königinnen des Neuen Reiches vom Ägyptischen Museum am Tahrir-Platz, Kairo, in das Nationalmuseum der Ägyptischen Zivilisation (NMEC) in Al-Fustat verbracht.

## Hintergrund
Einst wurden die Mumien 1881 in der Cachette von Deir el-Bahari und 1898 im Grab von Amenophis II. entdeckt und seither mehrfach umgelagert, bis sie schließlich im Ägyptischen Museum am Tahrir-Platz untergebracht wurden. Mit dem fortlaufenden Anwachsen seiner archäologischen Sammlung konnte das Ägyptische Museum seine Exponate nicht mehr angemessen präsentieren. Daher plante die Regierung neue Museen, darunter das Große Ägyptische Museum und das Nationalmuseum der Ägyptische Zivilisation (NMEC).

## Veranstaltung
Für den Transport wurden die Mumien in mit Stickstoff gefüllte Behälter gelegt. Die Behälter wurden in Fahrzeugen transportiert, die von Ägypten eigens für die Parade angefertigt und mit Dekorationen nach dem Vorbild ägyptischer Grabboote ausgestattet wurden.
Die Parade begann um 18:30 Uhr Ortszeit. Sie umfasste ein Konzert des Egyptian United Philharmonic Orchestra unter der Leitung des ägyptischen Dirigenten Nader Abbassi und mit Kompositionen des ägyptischen Komponisten Hesham Nazih. Das Produktionsdesign stammt von Mohamed Attia, die Regie führte Aahmad al Morsy. Das Konzert beinhaltete Gesänge in altägyptischer Sprache, die von der ägyptischen Sopranistin Amira Selim gesungen wurden. Der Text der von Amira Selim vorgetragenen Hymne „A Reverence for Isis“ stammt aus Inschriften an den Wänden des Tempels Deir el-Schelwit in Theben. Andere altägyptische Texte, die während der Parade gesungen wurden, stammten aus dem ägyptischen Totenbuch und den Pyramidentexten. Zwei weitere Lieder in klassischem Arabisch und ägyptischem Arabisch wurden von Reham Abdel Hakim bzw. Nesma Mahgoub vorgetragen.
Während der Parade wurden mehrere Fotos gezeigt, darunter einige von ägyptischen Schauspielern und Schauspielerinnen in vielen altägyptischen archäologischen Stätten, sowie ein Video des ägyptischen Schauspielers Khaled El Nabawy, der viele Stätten in Ägypten besuchte, die in den letzten Jahren restauriert wurden, und die ägyptische Schauspielerin Yousra erschien gekrönt auf einem der ägyptischen Grabboote, die für die Veranstaltung hergestellt wurden.
Während der Parade waren die Straßen, die zu den beiden Museen oder in deren Nähe führten, gesperrt und wurden streng bewacht. Am Eingang des Nationalmuseum der ägyptischen Zivilisation empfing der ägyptische Präsident Abdel Fattah el-Sisi den Konvoi, der von der Republikanischen Garde mit einem 21-Schuss-Salut empfangen wurde.

## Rezeption
Die Veranstaltung wurde von der ägyptischen Bevölkerung begeistert aufgenommen, da sie ihren Stolz auf ihre Geschichte und ihr Erbe zum Ausdruck brachte. Das ägyptische Finanzministerium gab ägyptische Ein-Pfund- und Ein-Hundert-Pfund-Gedenkmünzen mit dem Namen und dem offiziellen Logo der Goldenen Parade der Pharaonen heraus. Das Veranstaltungslogo ist vom altägyptischen Glauben an die Ewigkeit und das Leben nach dem Tod inspiriert.
Die Paradenroute vom Ägyptischen Museum zum Nationalmuseum der ägyptischen Zivilisation war etwa 5 km lang. Die meisten Ägypter verfolgten die Parade im Fernsehen, da entlang der Route keine Fahrzeuge oder Zuschauer zugelassen waren.

## Die 22 Mumien
Die Wagen waren in der chronologischen Reihenfolge ihrer jeweiligen Regierungszeit aufgereiht:
- König Seqenenre Taa
- Königin Ahmose Nefertari
- König Amenophis I.
- Königin Ahmose Meritamun II.
- König Thutmosis I.
- König Thutmosis II.
- Königin Hatschepsut
- König Thutmosis III.
- König Amenophis II.
- König Thutmosis IV.
- König Amenophis III.
- Königin Teje
- König Sethos I.
- König Ramses II.
- König Merenptah
- König Sethos II.
- König Siptah
- König Ramses III.
- König Ramses IV.
- König Ramses V.
- König Ramses VI.
- König Ramses IX.